# Ипе (Риу-Гранди-ду-Сул)
Ипе (порт. Ipê) — муниципалитет в Бразилии, входит в штат Риу-Гранди-ду-Сул. Составная часть мезорегиона Северо-восток штата Риу-Гранди-ду-Сул. Входит в экономико-статистический микрорегион Вакария. Население составляет 5262 человека на 2006 год. Занимает площадь 599,948 км². Плотность населения — 8,8 чел./км².

## История
Город основан 15 декабря 1987 года.

## Статистика
- Валовой внутренний продукт на 2003 составляет 76.324.264,00 реалов (данные: Бразильский институт географии и статистики).
- Валовой внутренний продукт на душу населения на 2003 составляет 14.263,55 реалов (данные: Бразильский институт географии и статистики).
- Индекс развития человеческого потенциала на 2000 составляет 0,780 (данные: Программа развития ООН).